# 1946年-1960年の国鉄ダイヤ改正
1946年-1960年の国鉄ダイヤ改正（1946ねんから1960ねんのこくてつだいやかいせい）では、ポツダム宣言受諾による終戦の翌年である1946年（昭和21年）から、国鉄の老朽資産を取り替えるべく開始された「第一次5ヶ年計画」の終了する1960年（昭和35年）までの、国有鉄道（省線・日本国有鉄道）の「戦後復興期」にあたる時期のダイヤ改正について著述する。

## 1946年（昭和21年）
前年12月の3段階におよぶ列車削減で、日本人の乗れる列車の混雑はますますひどくなる中、「Allied Limited」などの連合軍専用列車の運転が、この年1月 - 4月にわたって順次行われた。GHQ占領下の「連合国軍優先の列車設定」を物語るものであったといえる。
とはいっても1月15日、2月1日、2月25日には石炭事情が好転したことから列車の増発が行われ、前1945年（昭和20年）11月20日時のダイヤ改正の水準を回復している。
しかしこの頃はインフレーションの激しい時期でもあり、この年3月1日に旅客運賃を1.5倍、貨物運賃を3倍にする値上げが行われた後、1947年（昭和22年）3月1日に旅客25%、貨物100%、7月7日に旅客3.5倍、1948年（昭和23年）7月18日に旅客2.5倍、貨物3.5倍、1949年（昭和24年）5月1日に旅客60%と、毎年に渡って運賃の値上げが繰り返されることになった。だが消費者物価指数の上がり幅はそれ以上のものであり、いくら値上げを繰り返しても国有鉄道の収支は一向に好転しなかった。
そしてこの年11月10日には、再び石炭事情の悪化から旅客列車の16%削減が行われた。その一方で、奥羽本線などで「準急列車」の運転が開始された。この「準急列車」は、戦前に運転されていた、現代でいう快速列車のような特別料金不要の速達サービスを行う列車ではなく、「急行列車」より設備や速度の面で劣る分、割安な運賃（料金）を設定した準・優等列車で、以後1968年（昭和43年）10月1日の「ヨンサントオ」改正で急行列車に統合されて消滅するまで、国鉄の主に地方線区で速達列車として活躍することになる。

## 1947年（昭和22年）
1月4日、石炭事情の極度の悪化から大規模な列車削減が行われる。列車の走行キロは日15万キロと終戦時の約26万キロの57%にまで落ち込み、急行列車、準急列車、二等車が全廃されるなど、日本の鉄道史上最悪の事態を迎えた。例えば、日本の動脈の象徴ともいえる東海道本線でも、関東 - 関西を結ぶ列車は存在せず、下りの長距離列車は、朝に東京を出る博多行きと、夜に東京を出る門司行きの2本という状態で、東北本線に至っては、下りの上野 - 青森直通列車は存在しないというありさまだった。
しかしこのような状態は、鉄道が石炭や電力同様に重要な産業であると認められたことから長くは続かず、4月24日に東海道本線、山陽本線の東京 - 博多・門司で二等車を連結した急行列車2往復が復活した所から輸送力も順次回復していき、6月21日、6月29日、7月5日と3段階に分けて行われた改正では、全国の主要幹線で急行列車、準急列車が設定された。
また10月1日には資材不足の中、上越線の全線電化が完成し、11月21日には艦載機の集中攻撃によって壊滅的被害を受けた青函連絡用の新船として、洞爺丸が就航している。

## 1948年（昭和23年）
7月1日、復興がようやく軌道に乗ってきたことから戦後初の全国ダイヤ改正が実施され、急行列車、準急列車の増発が図られた。詳しくは1948年7月1日国鉄ダイヤ改正を参照。
なおこの頃、GHQのダグラス・マッカーサーから公務員の争議行為を禁止する方針が定められ、それに伴い、煙草、塩などの専売や、国有鉄道など政府事業のいくつかは公共企業体とし、他の国家公務員から分離する指針が出され、この年11月30日には、国有鉄道に関する公共企業体設置の法律が国会を通過し、翌年6月1日から日本国有鉄道法に拠る「日本国有鉄道」（公法上の法人）が発足する事となる。
またこの年の11月10日には、一部幹線で特別寝台車（翌年「一等寝台車」と改称）の連結が開始され、外国人優先であったものの、日本人も利用できる寝台車が4年半ぶりに復活した。

## 1949年（昭和24年）
6月1日に日本国有鉄道法に拠る法人「日本国有鉄道」が発足した。その直後に下山事件、三鷹事件、松川事件など、怪奇な事件が立て続けに発生した事が示すように、不穏な世相の中でのスタートであった。
その一方で輸送の復興自体は着実に進んでおり、9月15日にダイヤ改正が実施された。これは特別急行列車や食堂車が復活するなど、復興の進度を国民に示すものともなった。詳しくは1949年9月15日国鉄ダイヤ改正を参照。

## 1950年（昭和25年）
前年に復活した特別急行列車である「へいわ」は、この年の元日から公募により、かつての花形列車の愛称である「つばめ」に改められ、好評であったことから、5月11日にはその姉妹列車として「はと」も運転が開始された。
またインフレーションもこの頃には収束に向かいつつあり、国鉄の財政はなお厳しいものであったが4月1日に運賃改訂がなされ、三等車に関する通行税が全廃されたことと、遠距離逓減制の細分化がなされた結果、特に長距離区間に関しては値下げとなり、二等車の運賃も三等車の3倍から2倍へ改められている。
そんな中、10月1日に再びダイヤが改正され、列車の大増発と速度向上がはかられた。「つばめ」、「はと」による東京 - 大阪の所要時間が戦前の水準（8時間運転）を回復し、湘南電車と呼ばれた80系電車を使った日本初の電車による準急列車として「あまぎ」が新設されている。詳しくは1950年10月1日国鉄ダイヤ改正を参照。
また11月1日には、それまで特急の「つばめ」、「はと」と、急行「銀河」、さらに温泉準急列車の「いでゆ」、「いこい」、快速列車の「あかぎ」程度しか存在しなかった列車愛称を多くの急行列車に採用し、「霧島」、「安芸」などの愛称が生まれた。

## 1951年（昭和26年）
この年は前年の改正が大規模なものであったことから、さほど大きな動きはなかった。
4月10日から、「つばめ」に10分先行する時刻で、5月10日まで臨時特別急行列車の「さくら」が運転されるようになった。以後この列車は、多客期を中心に1958年（昭和33年）10月まで運行されている。
また11月25日には小規模な改正が行われ、東京から日豊本線を経由して都城まで走る急行「阿蘇」や、山陰本線経由で大社線の大社（1990年4月1日に廃止）まで運転される「いずも」など、何本か東京との直通列車が新設されている。

## 1952年（昭和27年）
サンフランシスコ平和条約がこの年4月28日に発効し、占領状態が終わるのを前に、4月1日に連合軍専用列車の大部分が「特殊列車」として日本人にも開放された。
また9月1日には小規模なダイヤ改正があり、東北本線で急行「みちのく」が新設されるなど、幹線系で列車が若干増発された。10月1日にも上越線・信越本線で若干の時刻修正が行われている。

## 1953年（昭和28年）
この年は3月15日にまず東京以西各路線でダイヤ改正が行われ、戦後の山陽本線初、かつ、全国で3番目の特別急行列車である「かもめ」が、京都 - 博多で運行を開始するなどの変化があった。
続く4月5日には東京以北で若干の列車増発が行われ、11月11日には再び東京以西の時刻が改正された。これにより、東京始発の列車では、急行「月光」、「伊勢」、さらには地方準急列車として「しなの」、「南紀」といった列車が新設されている。準急列車が地方線区の主役になりつつあった。

## 1954年（昭和29年）
5月1日に北海道各線で小規模なダイヤ改正が実施された後、8月1日に全国路線でダイヤが改正される。
まず「特殊列車」が普通急行列車と同一扱いに改められ、「西海」、「早鞆」などの列車愛称も付けられた。他には、地方幹線の急行、準急列車の増発と、時刻修正が図られている。

## 1955年（昭和30年）
3月19日、関西本線で、日本初の気動車を使用した準急列車（キハ10系使用）が名古屋 - 湊町（現、JR難波駅）に新規設定され、後に「かすが」と命名される。
しかしこの年は大規模なダイヤ改正は実施されず、6月1日に北海道総局で小規模なそれが行われたにとどまっている。制度面では7月1日に、利用率の低かった一等寝台車が二等へと格下げされ、それまでの二等寝台車と共にA･B･Cの3種別を形成するようになった。（A寝台#戦後の展開）

## 1956年（昭和31年）
3月20日、東海道本線の急行列車に三等寝台車が連結されるようになった。戦時中の1941年（昭和16年）7月16日に列車の混雑緩和を図る目的で廃止されて以来、15年振りの復活となった。この頃、周遊券など、戦前に実施されていた旅客サービスの多くも復活しており、この年7月に発表された経済白書で「もはや戦後ではない」と表現されたとおり、鉄道も正に戦後復興期を完全に脱したといえる。
それを決定付けたのは、この年11月19日の東海道本線の全線電化完成に伴うダイヤ改正であった。戦時中に「富士」が廃止されたとき以来12年ぶりとなる、東京 - 九州直通の特急列車「あさかぜ」が設定され、「つばめ」、「はと」の東京 - 大阪の所要時間も、1934年（昭和9年）12月以来22年ぶりに更新され、それまでより30分短い7時間半運転となった。
詳しくは1956年11月19日国鉄ダイヤ改正を参照。

## 1957年（昭和32年）
7月20日、昨年に登場した「あさかぜ」の利用率が好評であったことから、その救済列車として東京駅 - 長崎駅に臨時特急列車「さちかぜ」が新設され、続く10月1日のダイヤ改正で定期列車化された。この改正では同時に、日本初の寝台専用列車といえる「彗星」、さらに長距離初の電車準急列車として「東海」、「比叡」などが誕生している。
国鉄では復興は終了したものの、今度は戦前から使用されている車両や設備の老朽化が問題となり、この年、十河信二総裁の下で動力近代化と輸送力増強を目的とした「第一次5ヵ年計画」を発表、1960年（昭和35年）末までこの計画に基き、老朽資産を置き換える事業計画を推し進める事になる。

## 1958年（昭和33年）
4月25日、博多・門司港 - 別府に臨時列車ではあるが日本初の気動車急行列車となる「ひかり」が運転開始された。同列車は8月1日に定期化と同時に準急列車へ格下げされるが、所要時間は変わらず、運転区間が大分・熊本まで区間延長されるなど、実質的には単なる値下げといえた。
この年は、10月1日にダイヤ改正が実施される。ダイヤ改正自体は小規模なものであったが、国鉄史上に名を残す画期的な特急列車が3本誕生した。「サンサントオ」と略称で呼ばれることが多い。
まず10月1日の改正に合わせる形で、「あさかぜ」にブルートレインと後に呼ばれる事になる20系客車が投入された。全車固定編成で冷暖房完備という、当時としては非常に先進的な列車であり、「走るホテル」と例えられた。同時に、これによって余剰となった客車を利用して、東京 - 鹿児島に「はやぶさ」も新設されている。
台風の影響でそれに遅れること9日の10月10日、上野 - 青森に特急「はつかり」が新設された。それまでの特急は戦前より東京以西の幹線でしか設定されていなかったが、初めて東京以北へ向かう特急列車がこの時誕生したのである。
そして11月1日、東京 - 大阪に特急「こだま」が新設された。これは初めて電車を使用した特急列車であった。使われた車両は、後に「こだま型電車」と呼ばれる事になった151系電車（当初は20系電車と称した）であった。なおダイヤ上は10月1日に設定されていたものの、試験運行のために運行開始がこの日にずれこんでいた。

## 1959年（昭和34年）
7月15日、三木里 - 新鹿を最後に日本最後の幹線建設といえた紀勢本線が全通した。これに伴い、名古屋 - 天王寺に気動車準急「くまの」が新設されるなど、若干の時刻修正が行われた。
また7月20日には全国規模のダイヤ改正があり、昨年登場したばかりの「こだま」と「はつかり」が早々と速度を向上させたほか、長崎行きの20系寝台特急として「さくら」が新設され、他線でもまた列車が増発されるなどの動きがあった。
9月22日には、常磐線経由の上野 - 仙台に日本初の定期気動車急行列車として、「みやぎの」が新設されている。
なお、この年の4月20日、近いうちに輸送力が飽和を迎えると判断された東海道本線の緩和目的で、東海道新幹線が起工されている。

## 1960年（昭和35年）
6月1日、全国規模のダイヤ改正が行われた。この改正最大の出来事は、1950年(昭和25年)の運転開始以来客車編成を貫いてきた「つばめ」と「はと」が、「こだま」同様の151系電車に置き換えられた。また日本初の定期電車急行である「せっつ」もこの時新設され、他にも多く列車の増発と新設が図られた。
新生「つばめ」と「はと」は、東京 - 大阪を6時間半で結ぶようになった。しかし、「はと」の列車愛称は一旦「つばめ」に吸収され、東京 - 大阪駅間運行の電車特急列車として「つばめ」と「こだま」が2往復ずつ、運行順に「第一こだま」･「第一つばめ」･「第二こだま」･「第二つばめ」となった。これらの所要時間は、現在に至るまで東海道本線(在来線)経由の旅客列車では最速記録である。
これによって客車時代の旧「つばめ」･「はと」にのみ残っていた一等車が全廃されたことから、同年7月1日には運賃(料金)制度の改訂があり、旧二等車が新一等車に、旧三等車が新二等車になった。（等級_(鉄道車両)#二等級制時代（1960年 - 1969年））
なお、この年は10月1日にも小規模なダイヤ改正があり、さらに12月10日には「はつかり」が81系気動車を使用して日本初の気動車特急列車になっている。しかし初期故障が多かったことから、当初は「はつかりがっかり事故ばっかり」と、新聞などで揶揄された。